# Sebastiania pubiflora
Sebastiania pubiflora é uma espécie pertencente ao táxon Sebastiania.
Sua ocorrência já foi registrada na Guatemala.
Foi descrita em 1975 por Cyrus Longworth Lundell.